# 安藤寧則
安藤 寧則（あんどう やすのり、1977年5月17日 - ）は、岡山県出身の元野球選手（内野手、外野手、捕手）、学生野球指導者。

## 経歴
岡山市立桑田中学校時代は強打の一塁手兼外野手として活躍し、岡山市大会を制する。
高校進学にあたり県内の強豪校の岡山理大付高校や関西高校、岡山東商業高校から誘いがあるが進学志向の家庭の意向のもと岡山大安寺高校に進学。
大学進学にあたり、教育実習に来ていた筑波大学の田中昌平（後に玉野光南高校監督）の助言もあり、東都大学野球連盟所属の他大学進学から青山学院大学進学に切り替え、3年夏の県大会敗退後は猛勉強を重ね一般入試で合格を果たす。
青山学院大学進学後は東都大学野球連盟に所属する野球部に入部。入学当時の4年生には主将も務めていた井口資仁らがおり黄金メンバーが集結していた。1年時より学生審判員として東都2部の塁審を担当。捕手としてベンチ入りを目指していた3年生の9月に当時の監督・河原井正雄から系列校の青山学院高等部の野球部監督を打診され、就任。午前中は大学野球部の学生コーチとして練習に参加し、夕方からは高校生の指導に取り組んだ。4年生時には当時2年生だった左腕エース・石川雅規を擁し3度目の日本一を達成。安藤は一塁コーチャーとしてグラウンドに立った。
大学卒業後も高校野球の指導者として取り組みたい意向を河原井や大学が汲み、大学職員として採用される。総務部での勤務の傍ら引き続き高等部の指導にあたる。2018年夏までの約20年間監督を務め退任。
高等部監督退任後は大学の職務に専念するが、オファーを受け2019年からは大学野球部の監督に就任。監督就任後は低迷していた野球部を立て直し、2020年秋季リーグで2部優勝を果たし、2014年秋季リーグ以来の1部昇格を果たす。2023年の第72回全日本大学野球選手権大会で明治大学を下し、2005年以来18年ぶり5回目の優勝を果たしている。その後は東都大学野球の1部リーグで2024年秋まで4季連続優勝している。

## 著名な教え子
- 中山翔貴
- 常廣羽也斗
- 下村海翔
- 中島大輔
- 佐々木泰
- 西川史礁